# Historia de la Iglesia ortodoxa rusa
La historia de la Iglesia ortodoxa rusa (en ruso: Русская Православная Церковь o Rússkaya Pravoslávnaya Tsérkov) tiene sus raíces en el apóstol Andrés, del que se dice visitó Escitia y las colonias griegas de la costa norte del Mar Negro. Según una de las leyendas, San Andrés llegó a la futura ubicación de Kiev y predijo la fundación de una gran ciudad cristiana. El lugar donde habría erigido una cruz está marcada por la catedral de San Andrés de Kiev.

## Cristianización de la Rus de Kiev
A finales del primer milenio de nuestra era, las tierras eslavas orientales comenzaron a estar bajo la influencia cultural del Imperio Romano de Oriente. En 863-869, San Cirilo y San Metodio tradujeron partes de la Biblia en antiguo eslavo eclesiástico, por primera vez, allanando el camino para la cristianización de los eslavos. Existe evidencia de que el primer obispo cristiano fue enviado a Nóvgorod de Constantinopla ya sea por el patriarca Focio o el patriarca Ignatios, alrededor del año 866-867.
A mediados del siglo X ya existía una comunidad cristiana entre la nobleza de Kiev, bajo la dirección de sacerdotes griegos y bizantinos, aunque el paganismo siguió siendo la religión dominante. La princesa Olga de Kiev fue la primera gobernante de la Rus de Kiev en convertirse al cristianismo en algún momento entre 945 y 957. Su nieto, Vladímir I de Kiev, hizo de la Rus de Kiev un estado cristiano.
Como resultado de la cristianización de la Rus de Kiev, en el año 988, el príncipe Vladímir I de Kiev adoptó oficialmente el rito bizantino cristiano —el propio del Imperio Romano de Oriente— como la religión del estado de la Rus de Kiev, tomando el bautismo en Quersoneso (Táurica, actual Crimea). Esta fecha es considerada como el nacimiento oficial de la Iglesia ortodoxa rusa. Así, en 1988 la Iglesia celebró su milenario aniversario. Por lo tanto, remonta su sucesión apostólica mediante el Patriarca de Constantinopla.
La iglesia de Kiev fue originalmente una metrópolis del Patriarcado de Constantinopla y era el Patriarca de Constantinopla quien nombraba al metropolita que gobernaba la Iglesia de la Rus bajo el título de Metropolita de Kiev y toda Rus (Metropolitan of Kiev and all Rus'). La residencia del metropolita se encontraba originalmente en Kiev. La ciudad, en cambio, comenzó a perder su significado político, cultural y económico debido a la invasión mongola de la Rus de Kiev, por lo cual el metropolita Máximo de Kiev (Maximus, Metropolitan of all Rus) se trasladó a Vladímir en 1299, y su sucesor, el metropolita Pedro de Kiev (en:Peter of Kiev) trasladó la residencia a Moscú en 1325.

## Reforma monástica de San Sergio y sus consecuencias
Después de las tribulaciones de la invasión de los mongoles, la Iglesia rusa fue fundamental para la supervivencia y la vida del Principado de Moscú y el posterior Zarato moscovita. A pesar de los asesinatos por motivos políticos de Miguel de Chernígov y Miguel Yaroslávich, los mongoles fueron generalmente tolerantes y hasta concedieron exención de impuestos a la Iglesia. Tales figuras sagradas como Sergio de Rádonezh y el Metropolita Alexis ayudaron al país a soportar años de opresión tártara, y para expandirse tanto económica como espiritualmente.
La reforma monástica de San Sergio, que culminó con la fundación del monasterio conocido como Trinidad Lavra de San Sergio, cerca de Moscú, fue uno de los eventos definitorios de la historia de la Rusia medieval. El monasterio se convirtió en el escenario para el florecimiento sin precedentes del arte espiritual trascendente, ejemplificada por la obra de Andréi Rubliov, entre otros. Los seguidores de Sergio fundaron cuatrocientos monasterios, ampliando así considerablemente el alcance geográfico de su influencia y autoridad.
El resurgimiento espiritual de finales del siglo XIV, asociado a nombres como el de San Sergio, el misionero Esteban de Perm y el escritor Epifanio el Sabio, contribuyó a la consolidación de la nación rusa. El historiador Lev Gumiliov observó que, tras haber recibido la bendición de San Sergio de tomar una posición en contra de los tártaros, los suzdalianos, vladimirianos, rostovianos y pskovianos participaron en la Batalla de Kulikovo como representantes de sus respectivos principados, pero regresaron después de la victoria de los rusos, aunque viven en diferentes ciudades", una máxima que fue aprobada por los funcionarios eclesiásticos modernos.

## Autoproclamación de la autocefalía
En el Concilio de Florencia (1438-1445), un grupo de católicos y ortodoxos líderes de la Iglesia de Oriente acordaron la reunificación de las dos ramas del cristianismo. El príncipe ruso Basilio II de Moscú, sin embargo, rechazó las concesiones a la Iglesia católica y prohibió la proclamación de los actos del Consejo en Rusia en 1452, después de una reunión entre Oriente y Occidente de corta duración.
El 15 de diciembre de 1448, por indicación de Basilio II de Moscú y nombrado por el Consejo de obispos del Principado de Moscú, el clérigo Jonás de Moscú fue instalado como Metropolita de Kiev y toda Rus sin el consentimiento del Patriarca de Constantinopla. Este hecho significó la autoproclamación de la autocefalía por la Iglesia ortodoxa rusa produciéndose solo cinco años antes de la caída de Constantinopla en 1453. Desde este punto en adelante la Iglesia ortodoxa rusa vio en Moscú la «Tercera Roma», sucesor legítimo de Constantinopla.
El metropolita Isidoro de Kiev, nombrado en 1437 Metropolita de Kiev y toda Rus por el Patriarca de Constantinopla José II, fue sucedido en 1458 por Gregorio II (Gregory the Bulgarian) quien ostentaría el nuevo título de Metropolita de Rus, Hálych y toda Rus.

## Consolidación y codificación

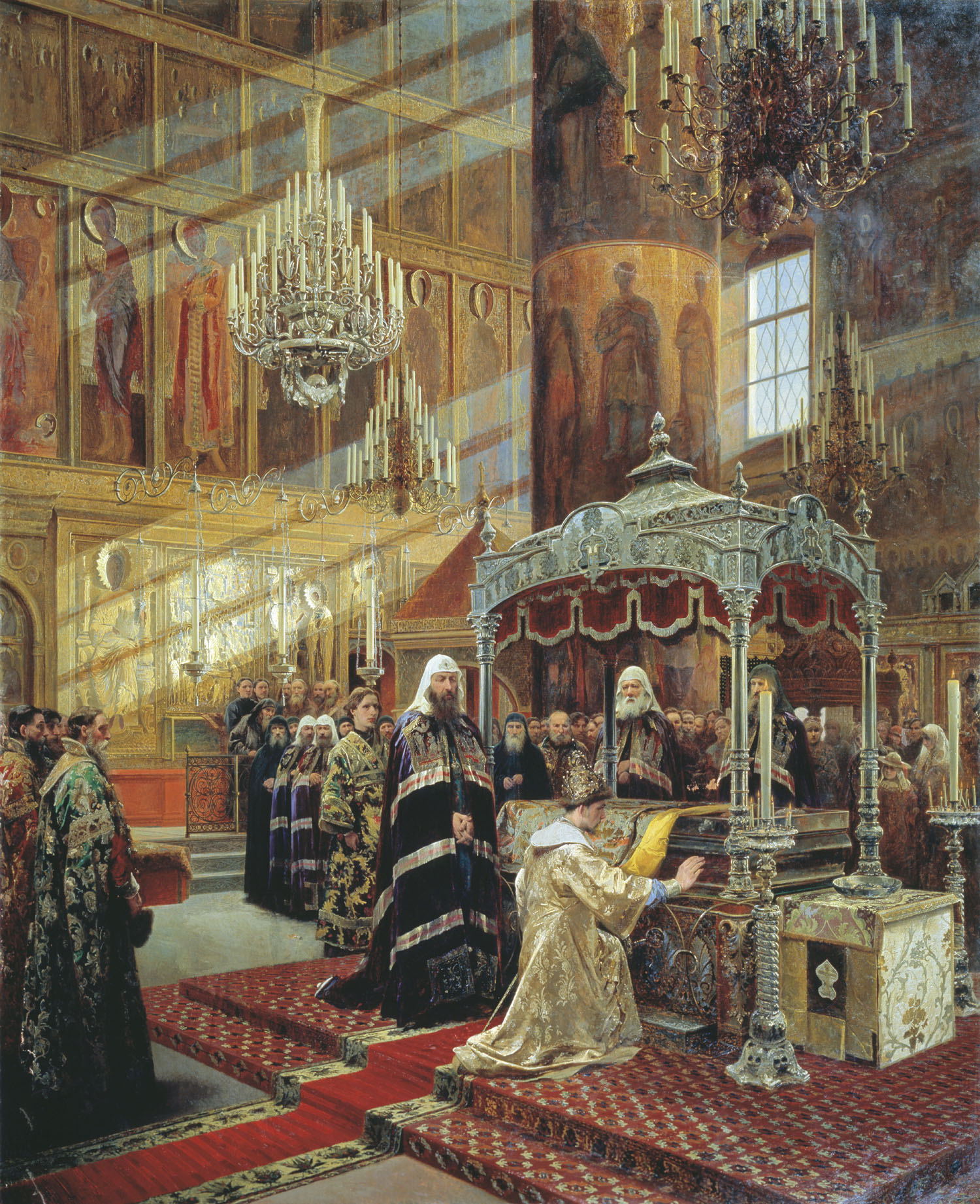
El zar Alejo I de Rusia ante las reliquias del Metropolita Felipe.

El reinado de Iván III y su sucesor estuvo plagado de numerosas herejías y controversias. Una de las partes, dirigido por Nil Sorsky y Vasián Kosói, pidió la secularización de las propiedades monásticas. Fueron negados por la influencia de Iósif de Vólotsk, quien defendió las posesiones eclesiásticas de tierra y la propiedad. La posición del soberano fluctuó, pero finalmente dio su apoyo a Iósif. Surgieron nuevas sectas, algunas de los cuales mostraron una tendencia a volver a la ley mosaica: por ejemplo, el arcipreste Alekséi se convirtió al judaísmo después de conocer a un tal Zacarías el Judío.
La vida monástica floreció en Rusia, centrándose en la oración y el crecimiento espiritual. Los discípulos de San Sergio dejaron la Trinidad Lavra para encontrar cientos de monasterios en toda Rusia. Algunos de los más famosos monasterios se encuentran en el norte de Rusia, incluso tan al norte como el de Péchenga, con el fin de demostrar cómo la fe puede florecer incluso en los países que no eran muy hospitalarios. Los templos más notables de la Rusia medieval son el Monasterio de San José Volokolamski, Monasterio de San Cirilo Belozerski y el Monasterio de Solovetsky. En el siglo XVIII, los tres grandes monasterios fueron reconocidos como lavras, mientras que los subordinados directamente al Sínodo fueron etiquetados stauropégicos (Stauropegic monastery).
En la década de 1540, el Metropolita Macario codificó la hagiografía de Rusia y convocó varios sínodos de la Iglesia, que culminaron en el Stoglavy Sobor o Sínodo de los cien capítulos de 1551. Esta asamblea unificó las ceremonias y deberes de la Iglesia en todo el territorio de Rusia. En la demanda de la jerarquía de la Iglesia el gobierno canceló la jurisdicción del zar sobre los eclesiásticos. Reforzada por estas reformas, la Iglesia se sintió lo suficientemente fuerte como para desafiar las políticas del zar. El Metropolita Felipe, en particular, denunció muchos abusos de Iván el Terrible, quien finalmente diseñó su expulsión y asesinato.

## Establecimiento del Patriarcado y cisma
|  |

Durante el reinado del zar Teodoro I, su cuñado Borís Godunov contactó con el Patriarca Ecuménico Jeremías II de Constantinopla (Jeremias II of Constantinople), quien "estaba mucho más avergonzado por falta de fondos", con el fin de establecer la autocefalía de la Iglesia ortodoxa rusa. Como resultado de los esfuerzos de Godunov, el Metropolita Job de Moscú se convirtió en 1589 en el primer Patriarca de Moscú y toda Rus, reconociendo el Patriarcado de Constantinopla la autocefalía de la Iglesia ortodoxa rusa. Los otros cuatro patriarcas reconocieron el Patriarcado de Moscú como uno de los cinco patriarcados honorables. Durante el siguiente medio siglo, cuando el zarismo era débil, los patriarcas (notablemente Hermógenes y Filareto) ayudarían a gobernar el estado junto con (y a veces en lugar de) los zares.
Ante la insistencia de los Zelotes de la Piedad, en 1652 el patriarca Nikon decidió centralizar el poder que se había distribuido a nivel local, mientras conformó los ritos y rituales ortodoxos rusos a los de la Iglesia ortodoxa griega, según la interpretación de los expertos de la Academia Teológica de Kiev. Por ejemplo, insistió en que los cristianos rusos se persignen con tres dedos, en lugar de los dos entonces tradicionales. Esto despertó la antipatía entre una parte sustancial de los creyentes, que vieron los ritos modificados como herejía, aunque el grado en que estos cambios se puede considerar como un significado ritual menor o mayor permanece abierto a debate. Después de la aplicación de estas innovaciones en el consejo de la iglesia de 1666-1667, la Iglesia suprimió aquellos que iban en contra de ellos con el apoyo del poder del Estado Moscovita. Estos tradicionalistas llegaron a ser conocidos como los "viejos creyentes" o "viejos ritualistas".

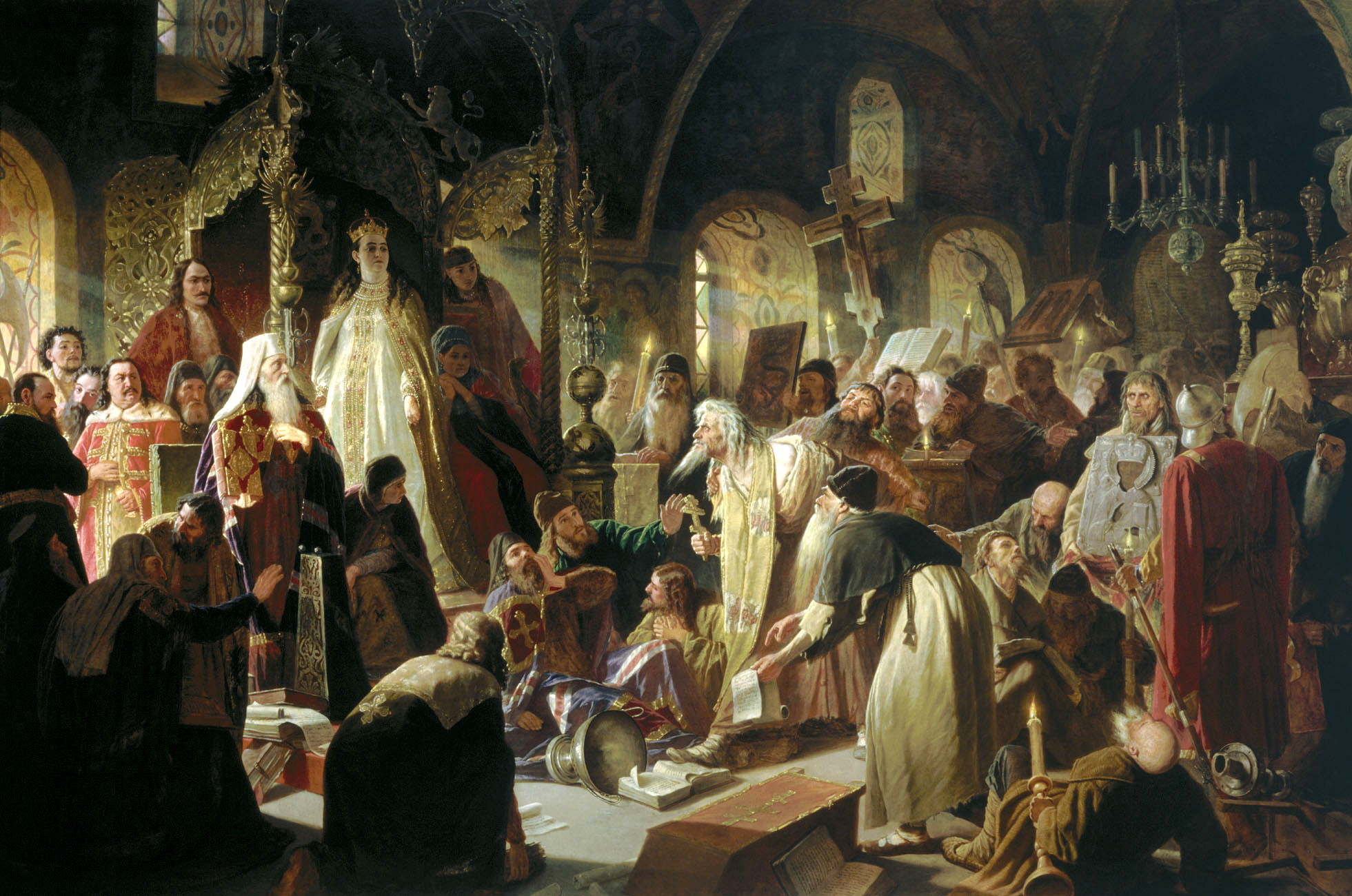
Un sacerdote de los viejos creyentes, Nikita Pustosviat, en una disputa con el Patriarca Joaquín sobre asuntos de fe. Pintura de Vasili Perov.

Aunque las ambiciones remotas de Nikon de dirigir el país hacia una forma teocrática de gobierno precipitó su expulsión y exilio, el zar Alejo I consideró razonable mantener muchas de sus innovaciones. Durante el Cisma de la Iglesia rusa, los viejos ritualistas se separaron del cuerpo principal de la Iglesia ortodoxa. El arcipreste Avvakum Petrov y muchos otros opositores de las reformas de la iglesia fueron quemados en la hoguera, ya sea por la fuerza o voluntariamente. Otra figura prominente en el movimiento de los viejos ritualistas, la boyarda Morózova, murió de hambre en 1675. Otros escaparon de la persecución del gobierno a Siberia y otros terrenos inhóspitos, donde podrían vivir en semiaislamiento hasta los tiempos modernos.
Con la ascensión del emperador Pedro el Grande al trono de Rusia (1682-1725) y su modernización radical del gobierno, ejército, vestimenta y costumbres, el Imperio ruso se convirtió en una fuerza política formidable.

## Expansión de la Iglesia y supresión del Patriarcado
A finales de los siglos XVII y XVIII, la Iglesia ortodoxa rusa experimentó una gran expansión geográfica. En los dos siglos siguientes, los esfuerzos misioneros se extendieron a través de Siberia hasta Alaska, para llegar a California, que se convertiría en parte de los Estados Unidos. Personas eminentes en ese esfuerzo misionero fueron San Inocencio de Irkutsk y San Germán de Alaska. En la emulación de Esteban de Perm, aprendieron las lenguas locales y evangelios e himnos traducidos. A veces esas traducciones requería la invención de nuevos sistemas de transcripción.
A raíz del Tratado de Pereyáslav, los otomanos —supuestamente en nombre de la regente de Rusia Sofía Alekséyevna— presionaron al Patriarca de Constantinopla en la transferencia de la Iglesia ortodoxa ucraniana de la jurisdicción de Constantinopla a la de Moscú. En 1686, la Iglesia ortodoxa rusa anexionó la Iglesia ortodoxa ucraniana eludiendo las normas canónicas vinculantes, según el actual Patriarca de Constantinopla, Bartolomé I.
La polémica transferencia llevó a millones de fieles y media docena de diócesis de la Metrópolis de Kiev bajo el cuidado pastoral y administrativo del Patriarca de Moscú y toda Rus. La importante preeminencia de teólogos ucranianos en la Iglesia ortodoxa rusa se debía a que, desde el reinado de Alejo I, eran invitados a Moscú debido a su sólida formación en la Academia Teológica de Kiev y su conocimiento de idiomas. Así en 1649, Epifanio Slavinetski (Epiphanius Slavinetsky) fue invitado por Alejo I para preparar una nueva traducción de la Biblia que finalmente fue editada en 1663 con el prólogo del propio teólogo. Este fenómeno continuó hasta bien entrado el siglo XVIII con  Demetrio de Rostov, Stefán Yavorski (Stefan Yavorsky) y Teófanes Prokopóvich entre los representantes más notables de esta tendencia.
En 1700, tras la muerte del patriarca Adrián de Moscú (Patriarch Adrian of Moscow), Pedro el Grande impidió que se nombrase un sucesor y, en 1721, siguiendo el consejo de Teófanes Prokopóvich, Arzobispo de Pskov, el Santísimo Sínodo Gobernante fue establecido bajo el arzobispo Stefán Yavorski para gobernar la iglesia como único primado. Tras la supresión de la institución del Patriarcado por Pedro el Grande, la Iglesia ortodoxa rusa fue administrada por el Santísimo Sínodo Gobernante bajo la estricta supervisión de la administración del Imperio ruso.
Esta era la situación hasta poco después de la Revolución Rusa de 1917, momento en que el Consejo local (más de la mitad de sus miembros personas laicas) adoptó la decisión de restaurar el patriarcado. El 5 de noviembre (según el calendario juliano) el nuevo patriarca, Tijon, fue nombrado primero por votación y después por sorteo.
El siglo XVIII vio el surgimiento de stárchestvo bajo Paísi Velichkovski (Paisius Velichkovsky) y sus discípulos en el monasterio de Óptina. Esto marcó el comienzo de un renacimiento espiritual significativo en la Iglesia rusa después de un largo período de modernización, personificada por figuras como Demetrio de Rostov y Platón de Moscú (Platon Levshin). Alekséi Jomiakov, Iván Kiréievski y otros teólogos laicos con inclinaciones eslavófilas elaboraron algunos de los conceptos clave de la doctrina ortodoxa reformada, incluido el del sobórnost. El resurgimiento de la ortodoxia oriental se vio reflejado en la literatura rusa, un ejemplo es la figura del stárets Zosima en la novela Los hermanos Karamázov de Fiódor Dostoyevski.

## Renacimiento religioso de fin de siglo
Durante las últimas décadas del orden imperial en Rusia, muchos rusos educados trataron de regresar a la iglesia y trataron de llevar su fe a la vida. No menos evidente eran los caminos no conformistas de la búsqueda espiritual conocidos como "busca a Dios". Escritores, artistas e intelectuales en gran número se sintieron atraídos por la oración privada, el misticismo, el espiritualismo, la teosofía y las religiones orientales. La fascinación por el sentimiento primitivo, con el inconsciente y la mítica era evidente, junto con visiones de próximas catástrofes y la redención.
En 1909, un volumen de ensayos apareció bajo el título Veji («Mojones» o «Jalones»), escrito por un grupo de destacados intelectuales de izquierda, incluyendo a Serguéi Bulgákov, Piotr Struve y exmarxistas. Estos, sin rodeos, repudiaron el materialismo y el ateísmo que había dominado el pensamiento de la intelliguentsia por generaciones que llevaría, inevitablemente, al fracaso y desastre moral. Los ensayos crearon sensación.
Es posible ver un vigor y variedad renovados de manera similar en la vida religiosa y la espiritualidad entre las clases más bajas, sobre todo después de los levantamientos de 1905. Entre el campesinado había un gran interés en la literatura ético espiritual y los movimientos morales espirituales no conformistas, un recrudecimiento de la peregrinación y otras devociones a los espacios sagrados y objetos (especialmente iconos), creencias persistentes en la presencia y el poder de lo sobrenatural (apariciones, posesión, muertos caminando, demonios, espíritus, milagros y magia), la renovada vitalidad de "comunidades eclesiales" locales que dan forma activa a su propio ritual y la vida espiritual, a veces en ausencia del clero, y que definan sus propios lugares sagrados y las formas de piedad. También fue evidente la proliferación de lo que la organización ortodoxa establecía como "sectarismo", incluyendo las confesiones cristianas no ortodoxas, en particular los baptistas, diversas formas de ortodoxia popular y misticismo.

## Revolución rusa

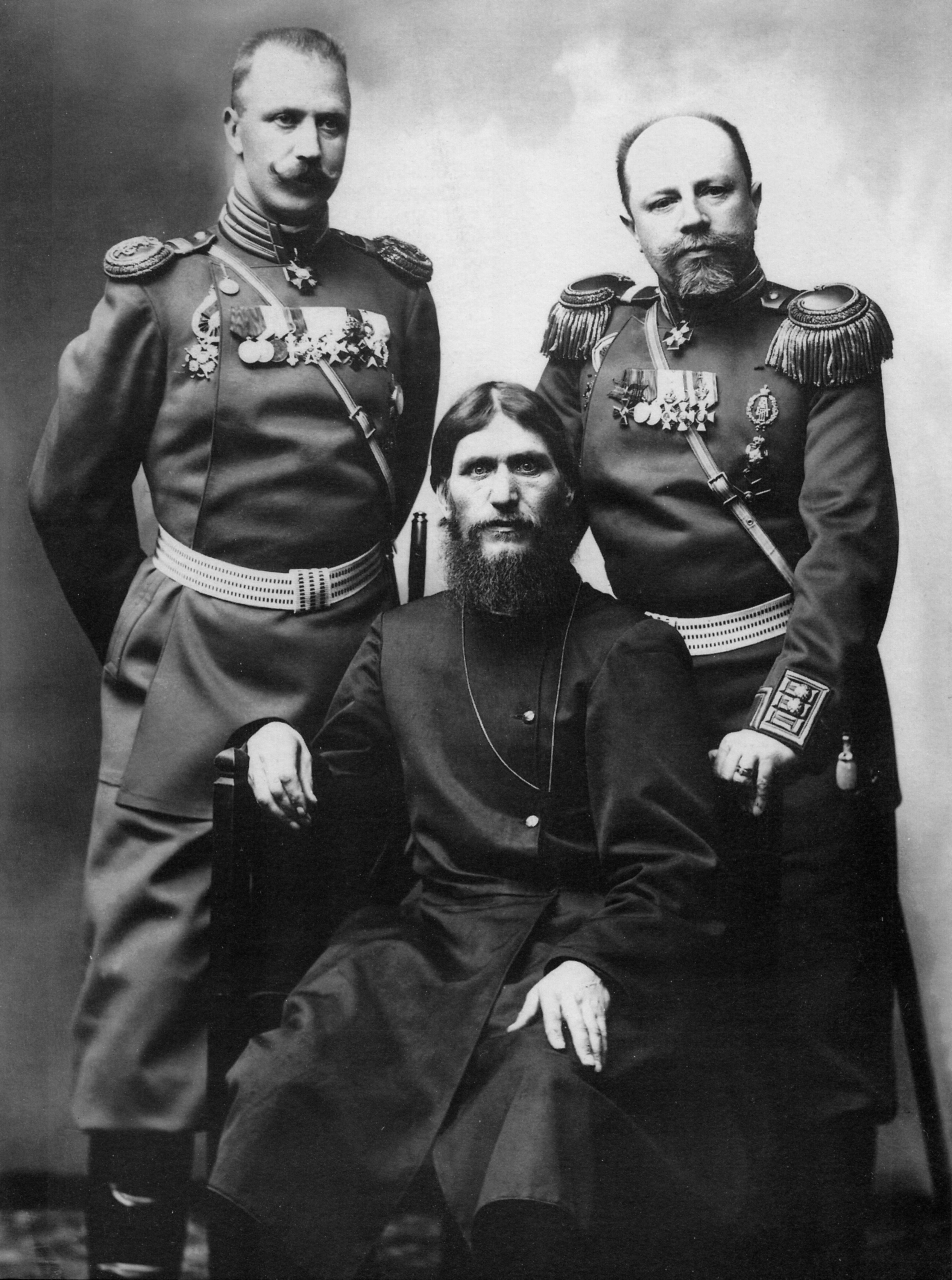
La influencia de la Iglesia en el poder del Imperio ruso alcanzó su máximo grado con la aparición de Grigori Rasputin.

En 1914, había 55 173 iglesias ortodoxas rusas y 29 593 capillas, 112 629 sacerdotes y diáconos, 550 monasterios y conventos 475 con un total de 95 259 monjes y monjas en Rusia.
El año 1917 fue un punto de inflexión en la historia de Rusia y de la Iglesia ortodoxa rusa. El Imperio ruso se disolvió y el gobierno zarista —que había otorgado numerosos privilegios a la Iglesia— fue derrocado en la Revolución de Febrero de 1917. Después de unos meses de agitación política, los bolcheviques tomaron el poder en el transcurso de la Revolución de Octubre de 1917 y declararon la separación de la Iglesia y el Estado. Así, la Iglesia ortodoxa rusa se encontró sin apoyo oficial del estado por primera vez en su historia. Uno de los primeros decretos del nuevo gobierno comunista (emitido en enero de 1918) declaró la libertad de la "propaganda religiosa y antirreligiosa". Esto condujo a una marcada disminución en el poder y de influencia eclesiástica. La Iglesia también quedó atrapada en el fuego cruzado de la Guerra civil rusa, que comenzó más tarde ese mismo año, y muchos líderes de la Iglesia apoyaron al que, en última instancia, llegó a ser el bando perdedor (el Movimiento blanco).
La Iglesia ortodoxa rusa apoyó al Ejército Blanco en la guerra civil después de la Revolución de Octubre y esto fortaleció, aún más, la antipatía bolchevique contra la Iglesia. De hecho, ya en 1905, Vladímir Lenin, líder del Partido Bolchevique, reprendió a la religión en Nóvaya Zhizn en 1905 "... La religión es el opio del pueblo. La religión es una especie de bebida espiritual, en la que los esclavos del capital ahogan su imagen humana, su demanda de una vida más o menos digna del hombre..."
Incluso antes del final de la guerra civil y el establecimiento de la Unión Soviética, la Iglesia ortodoxa rusa se vio presionada por el gobierno comunista secular. El gobierno soviético se apoyó en la antirreligión, viendo a la Iglesia como una organización "contrarrevolucionaria" y una voz independiente con una gran influencia en la sociedad. Pese a que la Unión Soviética reclamó oficialmente la tolerancia religiosa, en la práctica, el gobierno desalentó la religión organizada y luchó por eliminar la influencia religiosa en la sociedad soviética.

## Bajo el régimen comunista
Después de la Revolución de octubre, el 7 de noviembre de 1917, el objetivo proclamado oficialmente de la Unión Soviética era unir a todos los pueblos del mundo en un estado comunista libre de "explotación capitalista" (véase la Internacional Comunista). Con semejante visión del mundo, toda herencia étnica estrechamente vinculada a la religión tradicional y al clero fue atacada por las autoridades soviéticas.

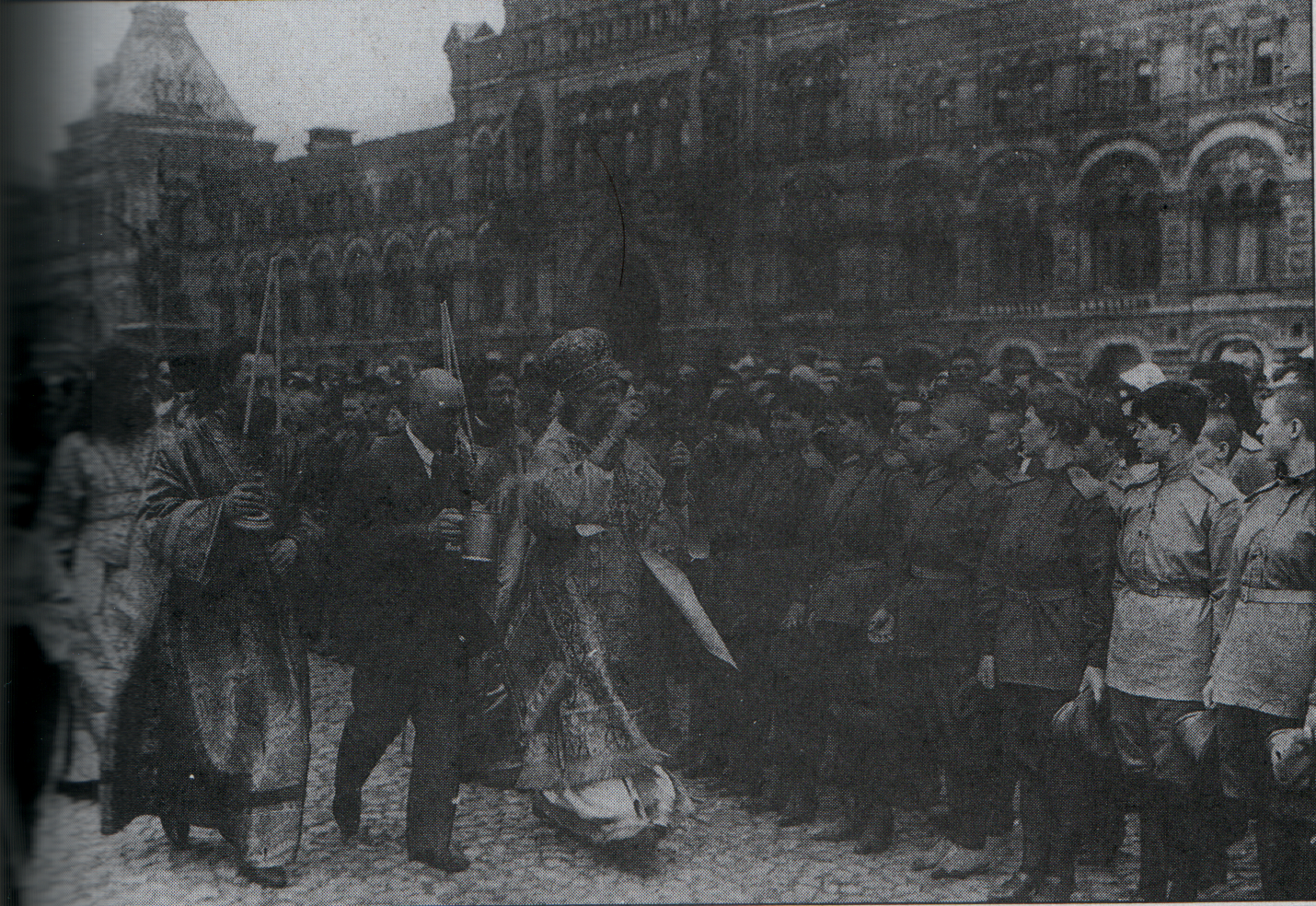
El metropolita Tijon bendice al «batallón de la muerte» formado por mujeres antes de partir al frente en junio de 1917 en la Plaza Roja de Moscú.

La Unión Soviética fue el primer estado en eliminar la religión como un objetivo ideológico. Con ese fin, el régimen comunista confiscó propiedades de la Iglesia, ridiculizó la religión, acosó a los creyentes y propagó el ateísmo en las escuelas. Las acciones contra las religiones particulares, sin embargo, fueron determinadas por los intereses del Estado y la mayoría de las religiones organizadas nunca fueron prohibidas. Los sacerdotes ortodoxos y los creyentes fueron torturados diversamente, enviados a campos de concentración, campos de trabajo u hospitales mentales y ejecutados. Muchos ortodoxos (junto con personas de otras religiones) también fueron sometidos a castigos psicológicos o torturas y control mental de experimentación con el fin de obligarlos a renunciar a sus convicciones religiosas.
El gobierno comunista soviético se hizo cargo de miles de iglesias y monasterios, o bien los destruyeron o los convirtieron en edificios de uso secular. Desde entonces quedó totalmente prohibido construir nuevas iglesias. Los cristianos ortodoxos practicantes vieron restringidas sus carreras y la pertenencia a organizaciones comunistas (el partido o el Komsomol). La propaganda antirreligiosa fue auspiciada y alentada por el gobierno, que no dio a la Iglesia la oportunidad de responder públicamente. La organización juvenil del gobierno, el Komsomol, alentó a sus miembros a cometer actos de vandalismo contra las iglesias ortodoxas y hostigar a los creyentes. Los seminarios fueron cerrados y a la Iglesia se le restringió el uso de la prensa.

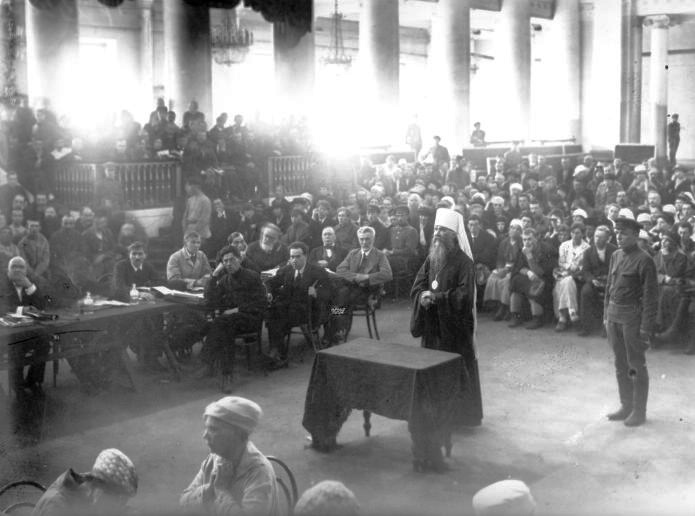
San Benjamín de Petrogrado, metropolita de la Iglesia ortodoxa rusa, judgado en Petrogrado por un tribunal revolucionario y ejecutado por "agitación contrarrevolucionaria" en 1922.

La historia de la ortodoxia (y otras religiones) bajo el comunismo no se limitó a esta historia de represión y secularización. Las políticas bolcheviques hacia la creencia y la práctica religiosa tienden a vacilar en el tiempo entre, por una parte, una determinación utópica para sustituir el racionalismo secular por lo que ellos consideraban una anticuada visión del mundo "supersticiosa" y, por otro, la aceptación pragmática de la tenacidad de la fe y de las instituciones religiosas. En cualquier caso, las creencias y prácticas religiosas persistieron, no solo en el ámbito doméstico y privado, sino también en los espacios públicos dispersos permitidos por un estado que reconoció su fracaso en la erradicación de la religión y los peligros políticos de una guerra cultural implacable.
En noviembre de 1917, tras el colapso del gobierno zarista, un concilio de la Iglesia ortodoxa rusa restableció el patriarcado y eligió al metropolita Tijon, el ex Metropolita de Toda América y Canadá, como patriarca. Pero el nuevo gobierno soviético pronto declaró la separación de Iglesia y Estado y también nacionalizó todas las tierras de la Iglesia. Estas medidas administrativas fueron seguidos por brutales persecuciones sancionadas por el estado que incluían la destrucción de iglesias, así como la detención y ejecución de muchos clérigos. La Iglesia ortodoxa rusa se debilitó aún más en 1922, cuando la Iglesia Reformada, un movimiento de reforma apoyado por el gobierno soviético, se separó de la Iglesia del Patriarca Tijon, restaurado un Sínodo Santo al poder, y trajo división entre el clero y los fieles.
En los primeros cinco años después de la Revolución bolchevique, fueron ejecutados 28 obispos y 1 200 sacerdotes en Rusia.